# Hayden Roulston
Hayden Roulston, född den 10 januari 1981 i Ashburton, södra Nya Zeeland, är en nyzeeländsk tävlingscyklist som tog silver i bancyklingsförföljelse och brons i förföljelse för lag vid olympiska sommarspelen 2008 i Peking.